# Rzędkowice
Rzędkowice je vesnice ve gmině Włodowice v okrese Zawiercie ve Slezském vojvodství v Polsku. Geograficky se obec nachází na vrchovině Wyżyna Częstochowska (Jura Częstochowska, česky Čenstochovská jura, Čenstochovská vysočina). Vesnice je známá především vápencovými skalními útvary Skały Rzędkowickie a dalšími jednotlivými skupinami skal, např. Wysoka aj., které jsou populárními turistickými a horolezeckými cíli. Rzędkowice a jejich okolí se nacházejí v chráněné krajinné oblasti Park Krajobrazowy Orlich Gniazd.

## Další informace
V roce 2011 zde žilo 528 lidí.
V severní části Rzędkowice vede turistická trasa Szlak Rzędkowicki do nitra Wyżyny Częstochowské.